# Карнавал на Мадейре
Карнавал на Мадейре (порт. Carnaval da Madeira) — ежегодный фестиваль, который проводится за сорок дней до Пасхи и заканчивается в Жирный вторник (порт. Terça-feira Gorda) за день до Пепельной среды (первого дня Великого поста). В определённые дни Великого поста католики традиционно воздерживаются от употребления мяса и птицы, отсюда и термин «карнавал», от carnelevare — буквально, «выращивать» мясо.

## Организация
Один из первых главных праздников года на Мадейре, помимо Dia dos Reis (День королей), карнавал Мадейры известен как один из крупнейших в Европе. Традиционно на Мадейре существует два основных карнавальных парада, которые сильно отличаются друг от друга. Аллегорический парад, который всегда проходит в субботу карнавального уикенда, является более сложным и требует большой подготовки и организации от всех коллективов и вовлеченных в него людей. Многочисленные танцевальные коллективы самбы с тысячами участников в пышных и красочных костюмах танцуют под энергичную музыку самбы на улицах Фуншала, создавая атмосферу, напоминающую карнавал в Рио-де-Жанейро.
Второй парад, называемый «trapalhão», является более древним и раньше проходил по всему острову. Позже он стал ограничиваться только улицами центра, которые охватывало веселье в Жирный вторник, завершающий период Карнавала. В этом параде могут принять участие все желающие, а костюмы и образы, порой весьма смелые, остаются на усмотрение самих участников.
Оба парада проходят по определённому маршруту в центре города и заканчиваются на Муниципальной площади (Praça do Município), где проводятся дополнительные развлечения с живой музыкой и конкурсами костюмов.
Как минимум за месяц до пика карнавала самые известные и признанные карнавальные коллективы посещают отели и развлекают гостей танцевальными и музыкальными представлениями.
В XIX веке выходцы с Мадейры эмигрировали на Гавайи и привезли с собой традицию готовить маласаду на Жирный вторник, теперь этот день на Гавайях называется Malasada Day.
Традиционно жители Мадейры едят маласаду в Жирный вторник, причина приготовления этого блюда — израсходовать все сало и сахар в доме, готовясь к Великому посту (точно так же, как традиция готовить блины в Великобритании зародилась в Жирный вторник). Маласада продается во время главного карнавального шествия в субботу и в последний день карнавала trapalhão — Жирный вторник.
Возможно, бразильский карнавал исторически восходит к периоду португальской эпохи открытий, когда их суда регулярно проходили через Мадейру, территорию, которая уже активно отмечала свой карнавальный сезон. Корабли были загружены не только товарами, но и людьми, с их ярким культурным самовыражением, которые впоследствии воплотили его в то, что стало крупнейшим культурным событием в современной Бразилии.

## Темы субботних парадов
- 1999 — XX век: ретроспективный взгляд на различные аспекты XX века, костюмы и т. д.
- 2000 — Фантазии тысячелетия: взгляд в будущее, костюмы и т. д.
- 2010 — Моря и океаны: Празднование жизни, подаренной Мадейре морями и океанами
- 2011 — Волшебный лес. Среда 2 марта — вторник 8 марта, главный карнавал, посвященный волшебным лесам[4]
- 2012 — Знаки Зодиака. Среда 15 февраля — вторник 21 февраля, празднование знаков Зодиака[5]
- 2013 — Волшебные моменты Мадейры. Среда 6 февраля — вторник 12 февраля[6]
- 2014 — Искрящийся карнавал Мадейры. Среда 26 февраля — вторник 4 марта[7]
- 2015 — Магия света. Среда 11 февраля — среда 18 февраля
- 2016 — Карнавал мечты. Среда 3 февраля — среда 10 февраля
- 2017 — Великий Гэтсби. Среда 22 февраля — среда 1 марта[8]
- 2018 — Мадейра — 6 веков радости. Среда 7 февраля — воскресенье 18 февраля[9]
- 2019 — Мадейра — 600 лет открытия веселья. Среда 26 февраля — воскресенье 10 марта[10]
- 2020 — Карнавал в фантазиях. Среда 19 февраля — воскресенье 1 марта[11]